# Jan Rymwidowicz
Jan Rymwidowicz herbu Grzymała (ur. w XIV w., zm. w XV w.) – bojar litewski, adoptowany podczas unii horodelskiej (1413).
Jego nazwisko Rymwidowicz jest nazwiskiem patronimicznym.

## Życiorys

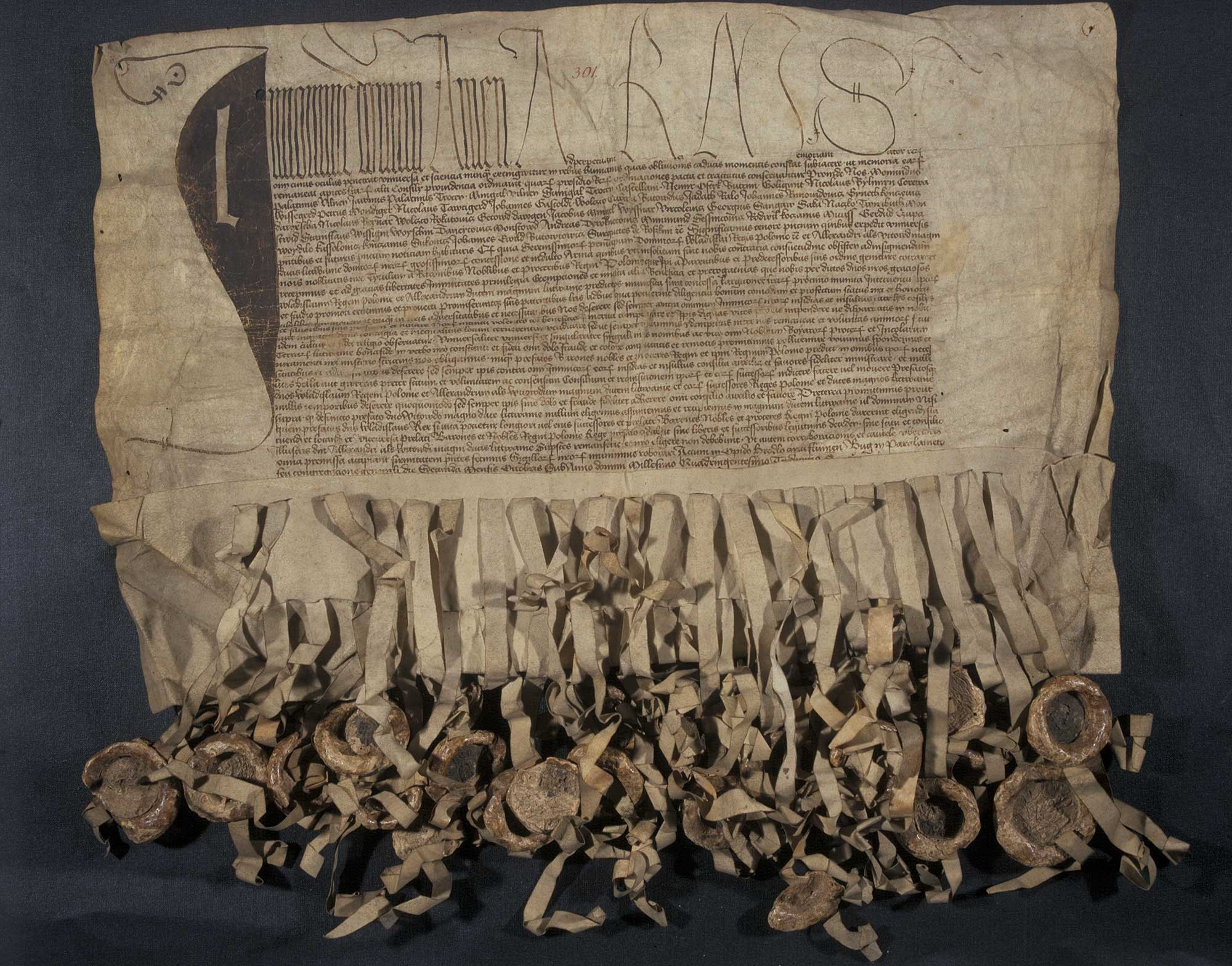
Dokument unii horodelskiej z 1413 roku z przyczepionymi pieczęciami

W 1413 roku podczas unii horodelskiej doszło do przyjęcia przez polskie rodziny szlacheckie, bojarów litewskich wyznania katolickiego (tzw. adopcja herbowa). Jednym z ważniejszych dowodów tamtego wydarzenia jest istniejący do dziś dokument, do którego przyczepione są pieczęcie z wizerunkami herbów szlacheckich.
Z dokumentu dowiadujemy się o istnieniu Jana Rymwidowicza, który został adoptowany przez przedstawicieli Grzymałów.
Rimowid Jaksintowicz, namiestnik brzeski, zjawia się w 1459 roku, jako świadek dokumentu Olechny Dowojnowicza. Rok później wystawia on własny dokument jako Jan Jagintowicz Rimowid, dzierżawca brzeski i lidzki, dziedzic Porozowa, ufundował i wyposażył tam kościół parafialny. Obszar, na którym stanął kościół, został nabyty przez Rimowida od niejakiego Gierdziusza, jednakże, właściwe uposażenie kościoła leży tuż pod Słonimiem, tam gdzie jego główne posiadłości. Jeśli ów Rimowid jest tą samą osobą, co Jan Rymwidowicz (za czym przemawiałoby imię Jan, wspólne z adoptowanym w Horodle bojarem), to może tam właśnie znajdowało się jego gniazdo rodowe. Rimowid Jaksintowicz może być tą samą osobą, co pan Rimowid wymieniony w 1464 roku, jako były posiadacz wsi Komonosti.
Później, w w. XVII, występuje na Żmudzi rodzina Rymwidów Mickiewiczów, używającą odmianę herbu Lisa, więc z omawianą osobą nie mają nic wspólnego.

### Życie prywatne
Z uwagi na nazwisko patronimiczne Jana, jego ojciec musiał mieć imię Rymowid i żył zapewne w drugiej połowie XIV wieku. Jednakże nie mamy na jego temat żadnych konkretnych informacji. Ówcześnie lub nieco później żył inny Rymowid, którego potomstwo zalicza się do rodu Leliwitów, nie jest łatwym stwierdzić, czy różni Rymowidowicze występujący w XV w. należą do rodu Leliwitów czy Grzymalitów, lub może jeszcze innego, skoro imię Rymowid nie było na rzadkim na Litwie. Wobec tego ograniczyć się trzeba do rejestracji tych Rymowidowiczów, bez definitywnego przydzielania ich do konkretnego rodu. Prawdopodobnie jest tylko to, że żyjący w połowie XV w., Jerzy i Olechno Rymodowicze byli członkami rodu Moniwida herbu Leliwa.
W kalendarzu franciszkanów wileńskich w 1442 roku wpisano kommemoracje następującej treści, którą uzupełnił Władysław Semkowicz w brakujących miejscach:

(Anno Domi)ni m(illesimo) CCCC XXXX secundo domina Margaretha.... oszmanensis adhuc vivens recomendavit se (ad oracion)es fratrum minorum. Item dedit inscribere animam viri (sui) ...rich alias Coreyua Rimuidowicz etc.

Żył więc przed 1442 rokiem niejaki Henryk (czy Alberyk lub Fryderyk) Korejwa Rymowidowicz, prawdopodobnie pełniący funkcję starosty oszmiańskiego, którego żona Małgorzata wpisała się do kalendarza franciszkańskiego. Nie ma pewności jednak czy był to brat lub dalszy krewny wspomnianego Jana Rymowidowicza.